# Сумон-Сен-Кантен
Сумо́н-Сен-Канте́н (фр. Soumont-Saint-Quentin) — коммуна во Франции, находится в регионе Нижняя Нормандия. Департамент коммуны — Кальвадос. Входит в состав кантона Фалез-Север. Округ коммуны — Кан.
Код INSEE коммуны — 14678.

## Население
Население коммуны на 2010 год составляло 560 человек.
| 1962 | 1968 | 1975 | 1982 | 1990 | 1999 | 2010 |
| ---- | ---- | ---- | ---- | ---- | ---- | ---- |
| 485  | 593  | 579  | 561  | 530  | 480  | 560  |

## Экономика
В 2010 году среди 332 человек трудоспособного возраста (15—64 лет) 249 были экономически активными, 83 — неактивными (показатель активности — 75,0 %, в 1999 году было 67,3 %). Из 249 активных жителей работали 220 человек (113 мужчин и 107 женщин), безработных было 29 (17 мужчин и 12 женщин). Среди 83 неактивных 27 человек были учениками или студентами, 30 — пенсионерами, 26 были неактивными по другим причинам.